# Ascochyta scotinospora
Ascochyta scotinospora är en svampart som beskrevs av Sousa da Câmara 1929. Ascochyta scotinospora ingår i släktet Ascochyta, ordningen Pleosporales, klassen Dothideomycetes, divisionen sporsäcksvampar och riket svampar.   Inga underarter finns listade i Catalogue of Life.